# Manahoz Deresi
Der Manahoz Deresi ist ein Zufluss des Schwarzen Meeres in der Provinz Trabzon im Nordosten der Türkei.
Der Manahoz Deresi entspringt im Ostpontischen Gebirge.
Der Fluss strömt in überwiegend nördlicher Richtung durch das Bergland im Osten der Provinz Trabzon durch die Landkreise Köprübaşı und Sürmene. 
Der Manahoz Deresi passiert die Orte Beşköy und Köprübaşı.
Der Fluss mündet schließlich bei der Küstenstadt Sürmene ins Schwarze Meer.
Der Manahoz Deresi hat eine Länge von ca. 40 km. 